# Harwell CADET

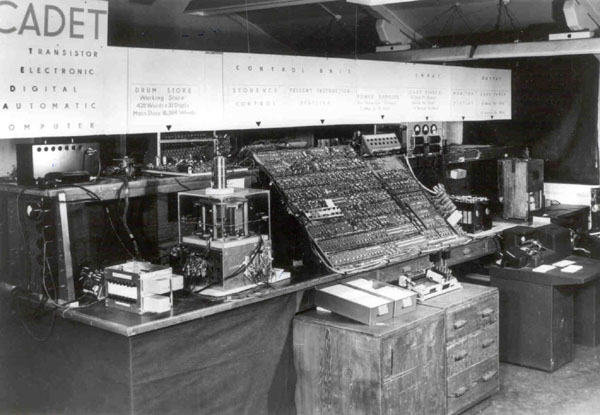
A Harwell CADET számítógép

A Harwell CADET volt az első tranzisztoros számítógép Európában, és valószínűleg a világ első tranzisztoros számítógépe.
A számítógép a nevét az (angol) Transistor Electronic Digital Automatic Computer kifejezésből kapta, a kezdőbetűket visszafelé összeolvasva.
A számítógépet az angliai Atomenergia Kutató Laboratóriumban (Atomic Energy Research Establishment, AERE, Harwell, Oxfordshire) építették.
A számítógépet 324 db. tűs tranzisztorral építették fel, amit a brit Standard Telephones and Cables cég biztosított. Emellett 76 bipoláris rétegtranzisztort alkalmaztak a mágnesdob adatolvasó egység áramkörének előerősítőiben, mivel a tűs tranzisztorok túl zajosak voltak. A tűs tranzisztorokat 1958-ban felváltották a rétegtranzisztorok, de a gépet nem építették át ezek használatával.
A CADET néhány szabványos nyomtatott áramköri lapból állt, amiket nem szereltek be egy zárt asztali egységbe, így azok kiterítve maradtak a számítógép helységében.
A gép órajele viszonylag alacsony, 58 kHz volt, hogy teljesen elkerüljék az elektroncsövek használatát az órajel hullámalakjának generálásakor.
A gép 1955 februárjában már működőképes volt, ekkor teszteket futtattak rajta.
1956 augusztusában rendszeres üzembe helyezték, ami azt jelentette, hogy az elvégzett számítási feladatok során gyakran 80 vagy több órán át is működött megszakítás nélkül.
1956-ban Brian Flowers, az AERE elméleti fizikai részlegének vezetője úgy találta, hogy a CADET nem nyújt kielégítő számítási teljesítményt a numerikus elemzési feladatokban, ezért egy Ferranti Mercury számítógépet rendelt. A 4-es számú Mercury modellt 1958-ban üzembe helyezték az AERE-ban, és a gépeket még két évig párhuzamosan használták, végül négy évvel később a CADET gépet végleg leállították.

## Fordítás
Ez a szócikk részben vagy egészben  a   Harwell CADET című angol Wikipédia-szócikk ezen változatának fordításán alapul.  Az eredeti cikk szerkesztőit annak laptörténete sorolja fel. Ez a jelzés csupán a megfogalmazás eredetét és a szerzői jogokat jelzi, nem szolgál a cikkben szereplő információk forrásmegjelöléseként.